# Chormusikverlag Seebold
Der Chormusikverlag und Versand Seebold e.K. ist ein deutscher Verlag für Chormusiknoten mit Sitz in Sankt Augustin.
1999 hat der Verlag den Hochsteinverlag (Heidelberg) und seit dem 1. Oktober 2003 den Alleinvertrieb des Musikverlages Günter B. H. Hoppe übernommen.

## Komponisten
- Helmut Bogenhardt (Komponist und Chorleiter)
- Theo Fischer (Komponist)
- Oswald Gilles (Komponist und Chorleiter)
- Herbert Menrath (Studiendirektor)
- Karl-Josef Müller
- Robert Pappert
- Andreas Seger (Chordirektor)
- Winfried Siegler-Legel (Chorleiter und Kapellmeister)
- Gerhard Wind (Komponist und Präsident des Fachverbandes Deutscher Berufschorleiter)